# Antoniu Mandeal
Antoniu Mandeal (n. 1872, Porumbacu de Jos – d. 1934, Cluj) a fost un deputat în Marea Adunare Națională de la Alba Iulia, organismul legislativ reprezentativ al „tuturor românilor din Transilvania, Banat și Țara Ungurească”, cel care a adoptat hotărârea privind Unirea Transilvaniei cu România, la 1 decembrie 1918.:p. 77

## Biografie
Antoniu Mandeal s-a născut în 1872 la Porumbacu de Jos, în prezent în județul Brașov. A fost un delegat al cercului I Cluj, comitatul Cojocna, la Marea Adunare Națională de la Alba Iulia (1918). A fost inspector și apoi director la Banca „Transilvania” din Cluj.
A murit la Cluj, în 12 octombrie 1934.:p. 45